# Little Addington
Little Addington – wieś w Anglii, w hrabstwie Northamptonshire, w dystrykcie (unitary authority) North Northamptonshire. Leży 24 km na północny wschód od miasta Northampton i 100 km na północ od Londynu. Miejscowość liczy 275 mieszkańców.